# 시즈오카역
시즈오카역(일본어: 静岡駅 시즈오카에키[*])은 일본 시즈오카현 시즈오카시 아오이구에 있는 철도역이다.

## 접속 노선
- 도카이 여객철도
  - 도카이도 본선
  - 도카이도 신칸센

## 승강장
| 1 · 2 | ■ 도카이도 본선   | 상행 | 누마즈 · 아타미 방면              |
| 3 · 4 | ■ 도카이도 본선   | 하행 | 하마마쓰 · 도요하시 방면          |
| 5     | ■ 도카이도 신칸센 | 상행 | 신요코하마 · 시나가와 · 도쿄 방면 |
| 6     | ■ 도카이도 신칸센 | 하행 | 나고야 · 신오사카 · 오카야마 방면 |

## 인접한 역
| 도카이 여객철도 도카이도 신칸센 | 도카이 여객철도 도카이도 신칸센    | 도카이 여객철도 도카이도 신칸센 |
| ------------------------------- | ---------------------------------- | ------------------------------- |
| 미시마 도쿄 방면                | ■ 도카이도 · 산요 신칸센 히카리 호 | 하마마쓰 오카야마 방면          |
| 오다와라 도쿄 방면              | ■ 도카이도 신칸센 히카리 호        | 도요하시 신오사카 방면          |
| 신후지 도쿄 방면                | ■ 도카이도 신칸센 고다마 호        | 가케가와 신오사카 방면          |
| 도카이 여객철도 도카이도 본선   |                                    |                                 |
| 히가시시즈오카 아타미 방면      | ■ 도카이도 본선                    | 아베카와 하마마쓰 방면          |